# Nick Lyon

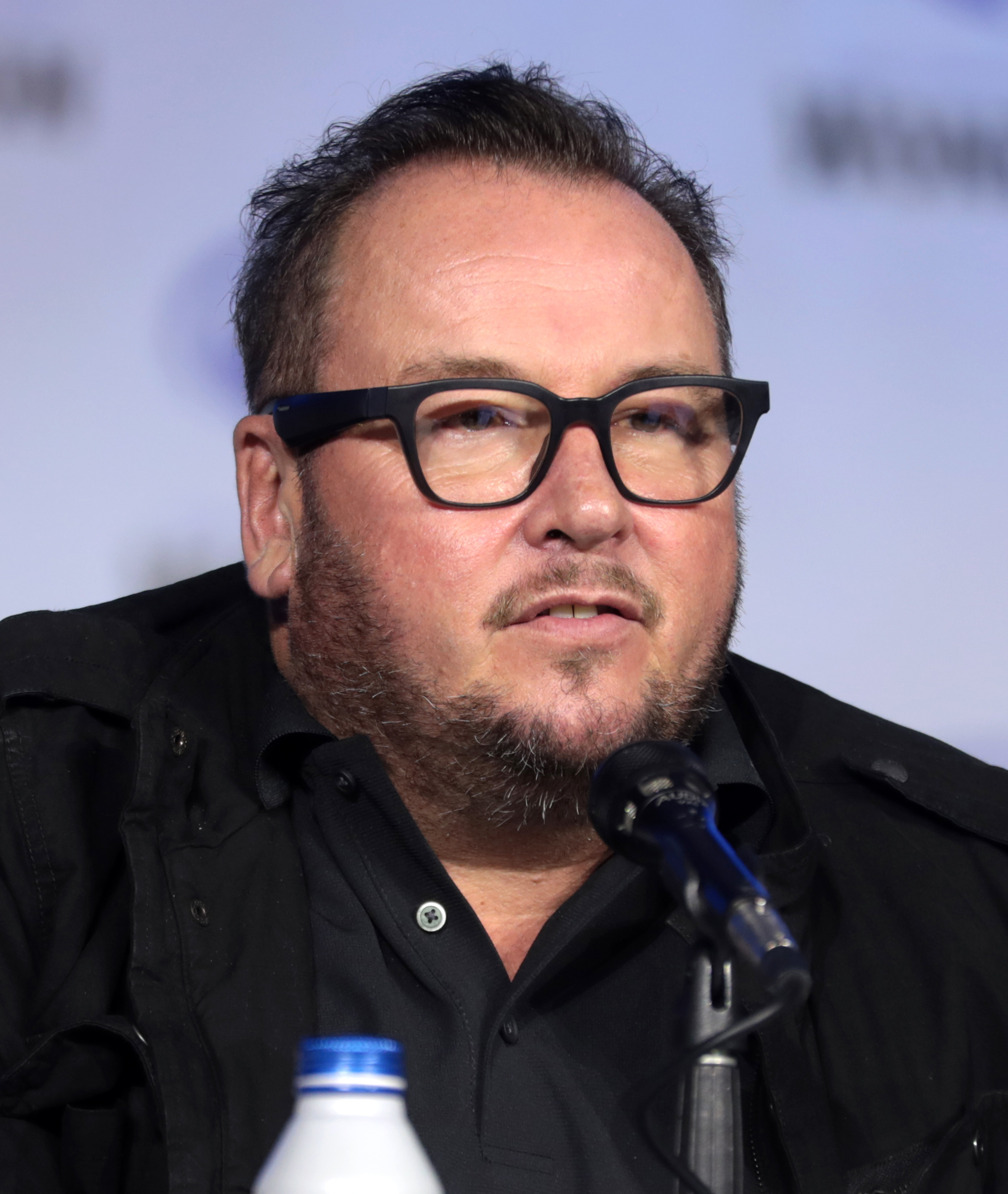
Nick Lyon, 2022

Nick Lyon (* 25. April 1970 in Pocatello, Idaho) ist ein US-amerikanischer Regisseur und Drehbuchautor.

## Leben
Lyon absolvierte ein Studium an der Filmakademie Baden-Württemberg. Im Jahr 2000 gab er sein Debüt als Filmregisseur mit der Produktion von I Love You Baby, einem Thriller. In den Hauptrollen waren Jasmin Gerat, Mark Keller sowie Maximilian Schell zu sehen.
2006 folgte mit Fallen Angels – Jeder braucht einen Engel … sein zweiter Spielfilm, für den er auch das Drehbuch verfasste. Im Jahr darauf drehte Lyon den Fernsehfilm Grendel, gefolgt von Species IV – Das Erwachen, einer Direct-to-DVD-Produktion. In den nächsten Jahren folgten mehrere Fernsehfilme, u. a. Bermuda-Dreieck Nordsee (2011), der für das deutsche Fernsehen entstand. Die Horrorfilme 2012 Zombie Apocalypse (2011), Zombie Invasion War, der Thriller Home Invasion – Dieses Haus gehört mir und der Actionfilm American Warships 2 entstanden für das Produktionsstudio The Asylum. Weitere Produktion für dieses folgten wie 2017 der Kriegsfilm Operation Dünkirchen.

## Filmografie (Auswahl)
Als Regisseur
- 2000: I Love You Baby
- 2006: Fallen Angels – Jeder braucht einen Engel … (Punk Love)
- 2007: Grendel
- 2007: Species IV – Das Erwachen (Species: The Awakening)
- 2009: Die Doomsday Gleichung (Annihilation Earth)
- 2011: Bermuda-Dreieck Nordsee
- 2011: 2012 Zombie Apocalypse (Zombie Apocalypse)
- 2012: Zombie Invasion War (Rise of the Zombies)
- 2012: La La Land (Fernsehserie, 3 Folgen)
- 2013: Home Invasion – Dieses Haus gehört mir (Foreclosed)
- 2014: Bullet
- 2014: American Warships 2 (Bermuda Tentacles, Fernsehfilm)
- 2014: Hercules Reborn
- 2014: Z Nation (Fernsehserie, Folge 1x10)
- 2015: In der Hölle (They Found Hell, Fernsehfilm)
- 2015: Das Echelon-Desaster (Stormageddon, Fernsehfilm)
- 2016: The Other Wife (Fernsehfilm)
- 2016: Isle of the Dead
- 2016: Final Impact – Die Vernichtung der Erde (Earthtastrophe, Fernsehfilm)
- 2017: Operation Dünkirchen (Operation Dunkirk)
- 2017: Shockwave – Countdown zum Disaster (Shockwave)
- 2018: Rent-An-Elf: Die Weihnachtsplaner (Rent-an-Elf, Fernsehfilm)
- 2019: D-Day – Stoßtrupp Normandie (D-Day)
- 2019: Mein Freund, der Clown (The Boy, the Dog and the Clown)
- 2019: Weihnachten in Wien (Best Christmas Ball Ever, Fernsehfilm)
- 2021: Rebels of World War II – Operation Avalanche (The Rebels of PT-218)
- 2022: The Surprise Visit
- 2022: English Estate (Fernsehfilm)
- 2022: Titanic 666
- 2022: Weihnachtsangebot: Liebe (Aisle Be Home for Christmas, Fernsehfilm)
- 2023: On Fire – Der Feuersturm (On Fire)
- 2024: Continental Split